# Daniel Fila
Daniel Fila, né le 21 août 2002 à Brno en Tchéquie, est un footballeur tchèque qui évolue au poste d'avant-centre au Venise FC.

## Biographie

### En club
Né à Brno en Tchéquie, Daniel Fila est formé par le club de sa ville natale, le FC Brno. Il joue son premier match en professionnel le 6 novembre 2020, face au FK Jablonec. Il entre en jeu en fin de match et son équipe s'impose par un but à zéro.
Le 9 juillet 2021, il s'engage en faveur du Mladá Boleslav, où il signe un contrat de quatre ans. Il fait sa première apparition sous ses nouvelles couleurs le 25 juillet 2021, lors de la première journée de la saison 2021-2022 contre le FC Viktoria Plzeň. Il entre en jeu à la place de Jiří Skalák et son équipe s'incline par deux buts à un. Il inscrit son premier but sous ses nouvelles couleurs dès la deuxième journée, le 31 juillet, face au FK Jablonec (victoire 3-0 de son équipe). 
Le 10 février 2022, lors du mercato hivernal, Daniel Fila rejoint le Slavia Prague.
Le 2 septembre 2022, Daniel Fila est prêté pour une saison au FK Teplice.
En juillet 2023, Le Slavia Prague et le FK Teplice se mettent d'accord pour prolonger le prêt de Fila d'une saison supplémentaire, le joueur souhaitant avant tout avoir du temps de jeu.

### En sélection
Daniel Fila joue son premier match avec l'équipe de Tchéquie espoirs contre la Slovénie, le 2 septembre 2021. Il est titularisé lors de cette rencontre qui se solde par la victoire des siens (1-0). Quatre jours plus tard, pour sa deuxième sélection, il est titulaire et inscrit son premier but avec les espoirs, contre l'Albanie. Il délivre aussi une passe décisive pour Kryštof Daněk et participe ainsi à la victoire de son équipe par quatre buts à zéro.